# Merlyn Oliver Evans
Pour les articles homonymes, voir Evans.
Merlyn Oliver Evans, né le 13 mars 1910 à Llandaff, un faubourg de Cardiff, au pays de Galles, et mort le 31 octobre 1973 à Londres (Angleterre), est un peintre et graphiste gallois.
Il est l'un des représentants les plus importants de la peinture abstraite après la Seconde Guerre mondiale .

## Biographie
Merlyn Evans étudie de 1927 à 1931 à la Glasgow School of Art et de 1932 à 1934 au Royal College of Art de Londres. Pendant cette période, il entreprend de longs voyages d'étude à Paris, Berlin, Copenhague et en Italie. En 1934, il devient professeur d'art pendant un certain temps à la Wilson's Grammar School à Camberwell .
À partir de 1935, Evans est membre du Royal Institute of Philosophy (en). Il s'intéresse aux questions d'esthétique, de recherche optique et à la théorie de la Gestalt – sujets qui transparaissent également dans son art.
Au cours de ses études à Glasgow, Evans travaille sur le cubisme. Il est initié aux techniques de gravure sur métal par l'artiste écossais Charles Murray (1894-1954). En 1936, Merlyn Evans participe à l'International Surrealist Exhibition de Londres. En 1938, il déménage en Afrique du Sud et exerce en tant que professeur invité à la Durban School of Art. Pendant la Seconde Guerre mondiale, il est ingénieur pour les troupes en Afrique du Sud et sert en Afrique du Nord et au Moyen-Orient. Cette période influencera énormément son art et il commencera à utiliser des éléments ethniques dans son travail. À la fin des années 1940, Evans peint des tableaux représentant des scènes de violence de guerre, dénonçant cette dernière.
Après la guerre, il rentre à Londres. Il fait sa première exposition aux Leicester Galleries, en février 1949. Il suit des études de troisième cycle à la Central School of Arts and Crafts. Là, il apprend l'aquatinte pour la chalcographie et la mezzotinte (mezzotinto), techniques qu'il utilisera ensuite de plus en plus. Sa peinture devient plus libérée et plus monumentale.
Son art a reçu une attention et une reconnaissance internationales : en 1959, Merlyn Evans participe à la documenta 2 à Cassel dans le domaine de l'impression graphique. En 1966, il reçoit la médaille d'or au festival national des Beaux-arts du Pays de Galles. De 1965 jusqu'à sa mort, Merlyn Evans est chargé de cours au Royal College of Art de Londres.

## Récompenses et distinctions
- Gold Medal for Fine Art des National Eisteddfod of Wales